# Liste der Deutschen Meister im 10.000-Meter-Bahngehen
Im Gehsport werden unterschiedliche Streckenlängen angeboten, die meist auf der Straße gegangen werden. Es gibt allerdings – v. a. für die kürzeren Distanzen – auch das Gehen auf der Bahn. Bei den Frauen werden als Bahngehen bei den Deutschen Meisterschaften heute die 5000 Meter angeboten. In den Jahren 1998 und 1999, als es im Straßengehen bei den Frauen eine Umstellung auf längere Distanzen gab, wurden zweimal Meisterinnen im 10.000-Meter-Bahngehen ermittelt. Bei den Männern stand der Wettbewerb zunächst von 1938 bis 1941 m Meisterschaftsprogramm, dann noch einmal von 1946 bis 1954. Ab 2000 ist das 10.000-Meter-Bahngehen durchgängig Bestandteil der Deutschen Leichtathletik-Meisterschaften geworden.

## Deutsche Meisterschaftsrekorde
| Männer | 38:40,25 min | Christopher Linke (SC Potsdam) | Bühlertal | 11. Juni 2016 |
| Frauen | 44:51,60 min | Kathrin Boyde (USC Freiburg)   | Berlin    | 4. Juli 1998  |

## Gesamtdeutsche Meister seit 1997 (DLV)
| Jahr | Ort                                                                   | Männer                                                                | Männer                                                                | Männer                                                                | Frauen                                                                | Frauen                                                                | Frauen                                                                |
| Jahr | Ort                                                                   | Datum                                                                 | Athlet                                                                | Zeit [min]                                                            | Datum                                                                 | Athletin                                                              | Zeit [min]                                                            |
| ---- | --------------------------------------------------------------------- | --------------------------------------------------------------------- | --------------------------------------------------------------------- | --------------------------------------------------------------------- | --------------------------------------------------------------------- | --------------------------------------------------------------------- | --------------------------------------------------------------------- |
| 2025 | Hildesheim                                                            | 31. Mai                                                               | Jonathan Hilbert (LG Ohra Energie)                                    | 40:38,45                                                              | 31. Mai                                                               | Kylie Garreis (LG Vogtland)                                           | 47:38,87                                                              |
| 2024 | Wettbewerb wegen eines fehlenden Veranstaltungsorts nicht ausgetragen | Wettbewerb wegen eines fehlenden Veranstaltungsorts nicht ausgetragen | Wettbewerb wegen eines fehlenden Veranstaltungsorts nicht ausgetragen | Wettbewerb wegen eines fehlenden Veranstaltungsorts nicht ausgetragen | Wettbewerb wegen eines fehlenden Veranstaltungsorts nicht ausgetragen | Wettbewerb wegen eines fehlenden Veranstaltungsorts nicht ausgetragen | Wettbewerb wegen eines fehlenden Veranstaltungsorts nicht ausgetragen |
| 2023 | Bühlertal                                                             | 24. Juni                                                              | Christopher Linke (SC Potsdam)                                        | 39:51,11                                                              | Wettbewerb für Frauen nicht ausgetragen                               | Wettbewerb für Frauen nicht ausgetragen                               | Wettbewerb für Frauen nicht ausgetragen                               |
| 2022 | Neukieritzsch                                                         | 10. September                                                         | Hagen Pohle (SC Potsdam)                                              | 39:29,93                                                              | Wettbewerb für Frauen nicht ausgetragen                               | Wettbewerb für Frauen nicht ausgetragen                               | Wettbewerb für Frauen nicht ausgetragen                               |
| 2021 | Wettbewerb wegen der COVID-19-Pandemie nicht ausgetragen              | Wettbewerb wegen der COVID-19-Pandemie nicht ausgetragen              | Wettbewerb wegen der COVID-19-Pandemie nicht ausgetragen              | Wettbewerb wegen der COVID-19-Pandemie nicht ausgetragen              | Wettbewerb für Frauen nicht ausgetragen                               | Wettbewerb für Frauen nicht ausgetragen                               | Wettbewerb für Frauen nicht ausgetragen                               |
| 2020 | Wettbewerb wegen der COVID-19-Pandemie nicht ausgetragen              | Wettbewerb wegen der COVID-19-Pandemie nicht ausgetragen              | Wettbewerb wegen der COVID-19-Pandemie nicht ausgetragen              | Wettbewerb wegen der COVID-19-Pandemie nicht ausgetragen              | Wettbewerb für Frauen nicht ausgetragen                               | Wettbewerb für Frauen nicht ausgetragen                               | Wettbewerb für Frauen nicht ausgetragen                               |
| 2019 | Beeskow                                                               | 17. August                                                            | Christopher Linke (SC Potsdam)                                        | 38:57,94                                                              | Wettbewerb für Frauen nicht ausgetragen                               | Wettbewerb für Frauen nicht ausgetragen                               | Wettbewerb für Frauen nicht ausgetragen                               |
| 2018 | Wettbewerb nicht ausgetragen                                          | Wettbewerb nicht ausgetragen                                          | Wettbewerb nicht ausgetragen                                          | Wettbewerb nicht ausgetragen                                          | Wettbewerb für Frauen nicht ausgetragen                               | Wettbewerb für Frauen nicht ausgetragen                               | Wettbewerb für Frauen nicht ausgetragen                               |
| 2017 | Diez                                                                  | 16. September                                                         | Hagen Pohle (SC Potsdam)                                              | 39:39,45                                                              | Wettbewerb für Frauen nicht ausgetragen                               | Wettbewerb für Frauen nicht ausgetragen                               | Wettbewerb für Frauen nicht ausgetragen                               |
| 2016 | Bühlertal                                                             | 11. Juni                                                              | Christopher Linke (SC Potsdam)                                        | 38:40,25                                                              | Wettbewerb für Frauen nicht ausgetragen                               | Wettbewerb für Frauen nicht ausgetragen                               | Wettbewerb für Frauen nicht ausgetragen                               |
| 2015 | Düsseldorf                                                            | 13. Juni                                                              | Christopher Linke (SC Potsdam)                                        | 39:04,82                                                              | Wettbewerb für Frauen nicht ausgetragen                               | Wettbewerb für Frauen nicht ausgetragen                               | Wettbewerb für Frauen nicht ausgetragen                               |
| 2014 | Bühlertal                                                             | 21. Juni                                                              | Christopher Linke (SC Potsdam)                                        | 39:42,12                                                              | Wettbewerb für Frauen nicht ausgetragen                               | Wettbewerb für Frauen nicht ausgetragen                               | Wettbewerb für Frauen nicht ausgetragen                               |
| 2013 | Jüterbog                                                              | 22. Juni                                                              | Christopher Linke (SC Potsdam)                                        | 39.13,38                                                              | Wettbewerb für Frauen nicht ausgetragen                               | Wettbewerb für Frauen nicht ausgetragen                               | Wettbewerb für Frauen nicht ausgetragen                               |
| 2012 | Diez                                                                  | 24. Juni                                                              | André Höhne (SCC Berlin)                                              | 40:10,47                                                              | Wettbewerb für Frauen nicht ausgetragen                               | Wettbewerb für Frauen nicht ausgetragen                               | Wettbewerb für Frauen nicht ausgetragen                               |
| 2011 | Kassel                                                                | 24. Juli                                                              | Christopher Linke (SC Potsdam)                                        | 39:52,96                                                              | Wettbewerb für Frauen nicht ausgetragen                               | Wettbewerb für Frauen nicht ausgetragen                               | Wettbewerb für Frauen nicht ausgetragen                               |
| 2010 | Braunschweig                                                          | 18. Juli                                                              | André Höhne (SCC Berlin)                                              | 40:32,15                                                              | Wettbewerb für Frauen nicht ausgetragen                               | Wettbewerb für Frauen nicht ausgetragen                               | Wettbewerb für Frauen nicht ausgetragen                               |
| 2009 | Ulm                                                                   | 5. Juli                                                               | André Höhne (SCC Berlin)                                              | 40:38,49                                                              | Wettbewerb für Frauen nicht ausgetragen                               | Wettbewerb für Frauen nicht ausgetragen                               | Wettbewerb für Frauen nicht ausgetragen                               |
| 2008 | Nürnberg                                                              | 6. Juli                                                               | André Höhne (SCC Berlin)                                              | 40:22,68                                                              | Wettbewerb für Frauen nicht ausgetragen                               | Wettbewerb für Frauen nicht ausgetragen                               | Wettbewerb für Frauen nicht ausgetragen                               |
| 2007 | Erfurt                                                                | 21. Juli                                                              | André Höhne (SCC Berlin)                                              | 40:08,71                                                              | Wettbewerb für Frauen nicht ausgetragen                               | Wettbewerb für Frauen nicht ausgetragen                               | Wettbewerb für Frauen nicht ausgetragen                               |
| 2006 | Ulm                                                                   | 15. Juli                                                              | André Höhne (SCC Berlin)                                              | 39:27,33                                                              | Wettbewerb für Frauen nicht ausgetragen                               | Wettbewerb für Frauen nicht ausgetragen                               | Wettbewerb für Frauen nicht ausgetragen                               |
| 2005 | Bochum-Wattenscheid                                                   | 2. Juli                                                               | Jan Albrecht (Team Erfurt)                                            | 39:48,94                                                              | Wettbewerb für Frauen nicht ausgetragen                               | Wettbewerb für Frauen nicht ausgetragen                               | Wettbewerb für Frauen nicht ausgetragen                               |
| 2004 | Braunschweig                                                          | 10. Juli                                                              | Andreas Erm (SC Potsdam)                                              | 38:51,51                                                              | Wettbewerb für Frauen nicht ausgetragen                               | Wettbewerb für Frauen nicht ausgetragen                               | Wettbewerb für Frauen nicht ausgetragen                               |
| 2003 | Ulm                                                                   | 28. Juni                                                              | Andreas Erm (SC Potsdam)                                              | 40:58,79                                                              | Wettbewerb für Frauen nicht ausgetragen                               | Wettbewerb für Frauen nicht ausgetragen                               | Wettbewerb für Frauen nicht ausgetragen                               |
| 2002 | Bochum-Wattenscheid                                                   | 5. Juli                                                               | André Höhne (LG Nike Berlin)                                          | 40:55,82                                                              | Wettbewerb für Frauen nicht ausgetragen                               | Wettbewerb für Frauen nicht ausgetragen                               | Wettbewerb für Frauen nicht ausgetragen                               |
| 2001 | Stuttgart                                                             | 30. Juni                                                              | Andreas Erm (TV Friesen Naumburg)                                     | 40:42,00                                                              | Wettbewerb für Frauen nicht ausgetragen                               | Wettbewerb für Frauen nicht ausgetragen                               | Wettbewerb für Frauen nicht ausgetragen                               |
| 2000 | Braunschweig                                                          | 29. Juli                                                              | Andreas Erm (LAC Halensee Berlin)                                     | 39:54,23                                                              | Wettbewerb für Frauen nicht ausgetragen                               | Wettbewerb für Frauen nicht ausgetragen                               | Wettbewerb für Frauen nicht ausgetragen                               |
| 1999 | Erfurt                                                                | Wettbewerb für Männer nicht ausgetragen                               | Wettbewerb für Männer nicht ausgetragen                               | Wettbewerb für Männer nicht ausgetragen                               | 4. Juli                                                               | Nicole Best (TV Groß-Gerau)                                           | 47:58,84                                                              |
| 1998 | Berlin                                                                | Wettbewerb für Männer nicht ausgetragen                               | Wettbewerb für Männer nicht ausgetragen                               | Wettbewerb für Männer nicht ausgetragen                               | 4. Juli                                                               | Kathrin Boyde (USC Freiburg)                                          | 44:51,60                                                              |

## Meister in derBundesrepublik Deutschlandbzw. derTrizonevon 1948 bis 1954 (DLV)
Das 10.000-m-Bahngehen wurde außer 1998 und 1999 nur für Männer ausgetragen.
| Jahr | Ort        | Datum      | Athlet                                 | Zeit [min] |
| ---- | ---------- | ---------- | -------------------------------------- | ---------- |
| 1954 | Hamburg    | 7. August  | Claus Biethan (Hamburger SV)           | 49:46,4    |
| 1953 | Augsburg   | 25. Juli   | Rudolf Lüttge (Eintracht Braunschweig) | 50:50,8    |
| 1952 | Berlin     | 28. Juni   | Rudolf Lüttge (Eintracht Braunschweig) | 50:26,4    |
| 1951 | Düsseldorf | 29. Juli   | Rudolf Lüttge (Eintracht Braunschweig) | 47:51,2    |
| 1950 | Stuttgart  | 5. August  | Rudolf Lüttge (Eintracht Braunschweig) | 50:10,8    |
| 1949 | Bremen     | 6. August  | Rudolf Lüttge (Eintracht Braunschweig) | 49:23,6    |
| 1948 | Nürnberg   | 14. August | Hermann Grittner (Reichsbahn SV Köln)  | 49:28,4    |

## Deutsche Meister 1938 bis 1941 (DLV)
Das 10.000-m-Bahngehen wurde außer 1998 und 1999 nur für Männer ausgetragen.
| Jahr      | Ort                                                         | Datum                                                       | Athlet                                                      | Zeit [min]                                                  |
| --------- | ----------------------------------------------------------- | ----------------------------------------------------------- | ----------------------------------------------------------- | ----------------------------------------------------------- |
| 1947      | Bonn                                                        | 7. September                                                | Rudolf Lüttge (TSV Braunschweig)                            | 48:34,2                                                     |
| 1946      | Braunschweig                                                | 29. September                                               | Konrad Ditz (Post SV Bonn)                                  | 51:34,2                                                     |
| 1944/1945 | kriegsbedingt keine Deutschen Leichtathletikmeisterschaften | kriegsbedingt keine Deutschen Leichtathletikmeisterschaften | kriegsbedingt keine Deutschen Leichtathletikmeisterschaften | kriegsbedingt keine Deutschen Leichtathletikmeisterschaften |
| 1942/1943 | Wettbewerb nicht ausgetragen                                | Wettbewerb nicht ausgetragen                                | Wettbewerb nicht ausgetragen                                | Wettbewerb nicht ausgetragen                                |
| 1941      | Berlin                                                      | 24. August                                                  | Hermann Schmidt (SV Polizei Hamburg)                        | 45:19,2                                                     |
| 1940      | Berlin                                                      | 18. August                                                  | Hermann Schmidt (SV Polizei Hamburg)                        | 46:27,0                                                     |
| 1939      | Kassel                                                      | 30. Juli                                                    | Hermann Schmidt (SV Polizei Hamburg)                        | 48:48,2                                                     |
| 1938      | Erfurt                                                      | 7. August                                                   | Hermann Schmidt (SV Polizei Hamburg)                        | 46:15,8                                                     |